# Aglaophamus toloensis
Aglaophamus toloensis är en ringmaskart som beskrevs av Ohwada 1992. Aglaophamus toloensis ingår i släktet Aglaophamus och familjen Nephtyidae. Inga underarter finns listade i Catalogue of Life.